# Choi Myung-gil
Choi Myung-Gil (en hangul, 최명길; nacida el 11 de noviembre de 1962) es una actriz surcoreana.

## Carrera
Recibió varios premios como Mejor Actriz  por la película Rosy Life  También ha protagonizado series como Marriage (1993), Tears of the Dragon (1996), Empress Myeongseong (2001), y Again, My Love (2009).
En julio del 2020 se unió al elenco recurrente de la serie To All The Guys Who Loved Me (también conocida como "That Guy Is That Guy", donde dio vida a Kim Sun-hee, la directora de la fundación médica Sejong.

## Vida privada
Está casada con el abogado y político Kim Han-gil; presidente  del Partido Democrático y copresidente de la Alianza de Política Nueva para la Democracia. La pareja tiene dos hijos.

## Filmografía

### Series
| Año       | Título                                                     | Rol                                       | Red          | Ref.                 |
| --------- | ---------------------------------------------------------- | ----------------------------------------- | ------------ | -------------------- |
| 1981      | Angry Eyes                                                 |                                           |              |                      |
| 1982      | Friend, Friend                                             |                                           |              |                      |
| 1982      | Linger                                                     |                                           |              |                      |
| 1983      | 500 Years of Joseon: The King of Chudong Palace            | hija de la realeza de Goryeo              |              |                      |
| 1983      | Sunflower in Winter                                        |                                           |              |                      |
| 1984      | MBC Bestseller Theater "Looking for a Woman"               | Mi-yeon                                   |              |                      |
| 1984      | 500 Years of Joseon: The Ume Tree in the Midst of the Snow | Reina Jeonghyeon                          |              |                      |
| 1985      | The Season of Men                                          | Park Mi-ran                               |              |                      |
| 1985      | 500 Years of Joseon: The Wind Orchid                       | Reina Jeonghyeon                          |              |                      |
| 1986      | Drama Game                                                 |                                           |              |                      |
| 1987      | The Face of a City                                         | Lee Jung-hwa                              |              |                      |
| 1988      | Three Women                                                | Lee Min-ja                                |              |                      |
| 1988      | 500 Years of Joseon: Memoirs of Lady Hyegyeong             | Lady Hyegyeong                            |              |                      |
| 1990      | That Woman                                                 | Han Jae-sook                              |              |                      |
| 1991      | Another's Happiness                                        | Cha Moon-young                            |              |                      |
| 1991      | Windmills of Love                                          |                                           |              |                      |
| 1992      | The Chemistry Is Right                                     | Seo Hyun-ja                               |              |                      |
|           | Reunion                                                    | Ji-hye                                    |              |                      |
| 1993      | Marriage                                                   | Na Ji-young                               |              |                      |
| 1993      | Theme Series "Father"                                      |                                           |              |                      |
| 1993      | Friday's Woman "Woman on the Edge of the Cliff"            |                                           |              |                      |
| 1994      | There Is No Love                                           | Han So-jin                                | SBS          |                      |
| 1996      | TV Literature "Lost in the Supermarket"                    | Kim Sun-young                             | KBS1         |                      |
| 1996      | Tears of the Dragon                                        | Reina Wongyeong                           | KBS1         |                      |
| 2000      | Foolish Princes                                            | Kim Young-sook                            | MBC          |                      |
| 2000      | Gibbs' Family                                              |                                           | MBC          |                      |
| 2001      | Empress Myeongseong                                        | Emperatriz Myeongseong (episodios 82-124) | KBS2         |                      |
| 2003      | South of the Sun                                           | Jung Yeon-hee                             | SBS          |                      |
| 2005      | Woman Above Flowers                                        | Kim Jung-ah                               | SBS          |                      |
| 2007      | By My Side                                                 | Jang Seon-hee                             | MBC          |                      |
| 2008      | The Great King, Sejong                                     | Reina Wongyeong                           | KBS2         |                      |
| 2009      | Again, My Love                                             | Han Myung-in                              | KBS2         |                      |
| 2009      | Invincible Lee Pyung Kang                                  | Je Hwang-hu ("Reina Je-mun")              | KBS2         | [ 15 ]               |
| 2010      | The King of Legend                                         | Haebi Haesosul, primera Reina consorte    | KBS1         |                      |
| 2010      | Stormy Lovers                                              | Seo Yoon-hee                              | MBC          |                      |
| 2011      | Miss Ripley                                                | Lee Hwa                                   | MBC          | [ 16 ]               |
| 2011      | Glory Jane                                                 | Park Gun-ja                               | KBS2         | [ 17 ]               |
| 2013      | Pots of Gold                                               | Yoon Shim-deok                            | MBC          |                      |
| 2013      | Marry Him If You Dare                                      | Na Mi-rae del futuro                      | KBS2         | [ 18 ]               |
| 2014      | Punch                                                      | Yoon Ji-sook                              | SBS          |                      |
| 2015      | House of Bluebird                                          | Han Sun-hee                               | KBS2         |                      |
| 2016      | You Are a Gift                                             | Eun Young-ae                              | SBS          |                      |
| 2016      | Entourage                                                  | Kang Ok-ja                                | tvN          |                      |
| 2018      | Mysterious Personal Shopper                                | Geum Young-sook                           | KBS2         |                      |
| 2019-20   | Gracious Revenge                                           | Carrie Jung / Jung Mi-ae / Cha Mi-yun     | KBS 2TV KBS2 | [ 19 ]               |
| 2020 2021 | To All The Guys Who Loved Me Red Shoes                     | Kim Sun-hee Min Hee Kyung                 | KBS 2TV KBS2 | [ 8 ]                |
| 2023      | Durian's Affair                                            | Baek Do-i/señora Kim                      | TV Chosun    | [ 20 ] [ 21 ] [ 22 ] |

### Películas
| Año  | Título                      | Rol          |
| ---- | --------------------------- | ------------ |
| 1983 | A Story About Lovers        |              |
| 1986 | Milky Way in Blue Sky       |              |
| 1986 | With Her Eyes and Body      | Yang Jin-hee |
| 1986 | Night Fairy                 |              |
| 1987 | Pillar of Mist              | "I"          |
| 1989 | Honeymoon                   |              |
| 1990 | The Lovers of Woomook-baemi | Min Gong-rye |
| 1994 | Rosy Life                   | Madam        |
| 2011 | Sunny                       | (cameo)      |

## Premios y nominaciones
| Año  | Premio                                         | Categoría                                   | Nominación                                   | Resultado |
| ---- | ---------------------------------------------- | ------------------------------------------- | -------------------------------------------- | --------- |
| 1985 | 21st Baeksang Arts Awards                      | mejor actriz nueva (TV)                     | Looking for a Woman                          | Ganadora  |
| 1985 | MBC Drama Awards                               | premio excelencia, actriz                   | The Ume Tree in the Midst of the Snow        | Ganadora  |
| 1986 | 25th Grand Bell Awards                         | mejor actriz                                | Pillar of Mist                               | Ganadora  |
| 1990 | MBC Drama Awards                               | premio alta excelencia, actriz              | That Woman                                   | Ganadora  |
| 1990 | 28th Grand Bell Awards                         | mejor actriz                                | The Lovers of Woomook-baemi                  | Nominada  |
| 1990 | 11th Blue Dragon Film Awards                   | mejor actriz                                | The Lovers of Woomook-baemi                  | Nominada  |
| 1994 | 16th Three Continents Festival                 | mejor actriz                                | Rosy Life                                    | Ganadora  |
| 1994 | 15th Blue Dragon Film Awards                   | mejor actriz                                | Rosy Life                                    | Ganadora  |
| 1994 | 5th Chunsa Film Art Awards                     | premio especial del jurado                  | Rosy Life                                    | Ganadora  |
| 1994 | SBS Drama Awards                               | Grand Prize (Daesang)                       | Marriage                                     | Ganadora  |
| 1995 | Korea Broadcasting Awards                      | premio excelente, actriz                    | Marriage                                     | Ganadora  |
| 1995 | 31st Baeksang Arts Awards                      | mejor actriz                                | Rosy Life                                    | Ganadora  |
| 1995 | 15th Korean Association of Film Critics Awards | mejor actriz                                | Rosy Life                                    | Ganadora  |
| 1995 | 33rd Grand Bell Awards                         | mejor actriz                                | Rosy Life                                    | Nominada  |
| 1997 | 10th Grimae Awards                             | mejor actriz                                | Tears of the Dragon                          | Ganadora  |
| 1997 | KBS Drama Awards                               | premio alta excelencia, actriz              | Tears of the Dragon                          | Ganadora  |
| 2002 | KBS Drama Awards                               | premio alta excelencia, actriz              | Empress Myeongseong                          | Ganadora  |
| 2003 | SBS Drama Awards                               | premio alta excelencia, actriz              | South of the Sun                             | Nominada  |
| 2003 | SBS Drama Awards                               | premio excelencia, actriz de drama          | South of the Sun                             | Ganadora  |
| 2003 | SBS Drama Awards                               | top 10 estrellas                            | South of the Sun                             | Ganadora  |
| 2007 | MBC Drama Awards                               | premio dorado de actuación, actriz de drama | By My Side                                   | Ganadora  |
| 2008 | KBS Drama Awards                               | premio alta excelencia, actriz              | King Sejong the Great                        | Nominada  |
| 2009 | KBS Drama Awards                               | premio alta excelencia, actriz              | Again, My Love, Invincible Lee Pyung Kang \| | Nominada  |
| 2009 | KBS Drama Awards                               | premio excelencia, actriz de drama          | Again, My Love                               | Nominada  |
| 2013 | MBC Drama Awards                               | premio dorado de actuación, actriz          | Pots of Gold                                 | Nominada  |
| 2021 | KBS Drama Awards                               | Premio Alta Excelencia, Actriz              | Red Shoes                                    | Nominada  |
| 2021 | KBS Drama Awards                               | Excellence Award, Actress in a Daily Drama  | Red Shoes                                    | Nominada  |